# 福島博
福島 博（ふくしま ひろし、1950年10月 - ）は、日本の数学者。群馬大学教授。専門は代数学（群論）。

## 来歴・人物
- 1950年10月　群馬県で出生
- 1973年3月　群馬大学教育学部数学教育専攻卒業
- 1979年3月　北海道大学大学院理学研究科数学専攻博士課程修了

2018年現在、群馬大学教育学部数学専攻教授、学位は理学博士。

## 専門分野
代数学（群論）・・・表現、有限群、指標
有限群の表現に関する研究

## 著書・論文

### 著書
- 『基礎微分積分学』  （朝倉書店、1987年）
- 『基礎線形代数学』  （朝倉書店、1987年）
- 『初等線形代数』　  （牧野書店、2003年）
- 『線形代数学20講』（朝倉書店、2003年）
- 『微分積分学20講』（朝倉書店、2003年）

### 論文
- 『2-Sylow subgroupのindex2のsulgroupに関するfusionについて』（1976年）
- 『自己同型と有限群の可解性について』　「六甲シンポジウム」群論報告集 （1980年）
- 『p-radical groupとJ(KG)のnilpotency indexについて』有限群論草津セミナー報告集 （1992年）
- 『P-radical groupとradicalのnipotency indexについて』（大学・研究所等紀要、1994年）
- 『P-可解群におけるdefect 0のblock の存在について』　有限群論草津セミナー報告集 （1997年）
- 『位数32未満の群の線形表現について』　群馬大学　教育学部紀要 （大学・研究所等紀要、2002年）

## 所属学会
- 数学会